# رون سينغلتون
رون سينغلتون (بالإنجليزية: Ron Singleton)‏ هو لاعب كرة قدم أمريكية أمريكي، ولد في 15 أبريل 1952 في نيو أورلينز في الولايات المتحدة.

## وصلات خارجية
- رون سينغلتون على موقع مرجع كرة القدم المحترفة.كوم (الإنجليزية)